# والت جيلمور
والت جيلمور (27 فبراير 1947 في الولايات المتحدة - ) (بالإنجليزية: Walt Gilmore)‏ هو لاعب كرة سلة أمريكي في مركز هجوم صغير الجسم. لعب مع بورتلاند ترايل بلايزرز.

## وصلات خارجية
- والت جيلمور على موقع إن بي أي (الإنجليزية)
- والت جيلمور على موقع سبورتس رفرنس (الإنجليزية)
- والت جيلمور على موقع ريلجم (الإنجليزية)
- والت جيلمور على موقع بروبوليرز (الإنجليزية)